# Crușeț (gmina)
Crușeț – gmina w Rumunii, w okręgu Gorj. Obejmuje miejscowości Bojinu, Crușeț, Marinești, Măiag, Mierea, Miericeaua, Slămnești, Slăvuța, Urda de Jos i Văluța. W 2011 roku liczyła 3357 mieszkańców.